# مزرعه توکلی
مزرعه توکلی یک منطقهٔ مسکونی در ایران است که در دهستان جبل واقع شده‌است.